# فهرست قنات‌های شهرستان کلیبر
جدول زیر بر اساس آمار وزارت جهاد کشاورزیتهیه شده‌است. فهرست زیر قنات‌های شهرستان کلیبر در استان آذربایجان شرقی را نشان می‌دهد.
| نام قنات       | موقعیت                     | نزدیک‌ترین روستا | طول قنات (متر) | تعداد میله چاه | عمق مادر چاه | دبی (لیتر بر ثانیه) | سطح زیر کشت (هکتار) |
| -------------- | -------------------------- | --------------- | -------------- | -------------- | ------------ | ------------------- | ------------------- |
| ابش احمد       | بخش مرکزی شهرستان کلیبر    | ابش احمد        | ۲۰۰            | ۱۰             | ۱۵           | ۲                   | ۰                   |
| اوارسین        | بخش خداافرین شهرستان کلیبر | اوارسین         | ۳۰۰            | ۱۸             | ۲۵           | ۵                   | ۵                   |
| حسنعلی کدخدالو | بخش مرکزی شهرستان کلیبر    | حسنعلی کدخدالو  | ۳۰۰            | ۱۸             | ۸            | ۰٫۵                 | ۰                   |
| حلوعلی سفلی    | بخش خداافرین شهرستان کلیبر | حلوعلی سفلی     | ۱۵۰۰           | ۴۰             | ۲۲           | ۲۰                  | ۱۳۰                 |
| خان            | بخش خداافرین شهرستان کلیبر | گاوآهن          | ۱۰۰            | ۸              | ۸            | ۳                   | ۵                   |
| رستم           | بخش خداافرین شهرستان کلیبر | اوارسین         | ۳۰۰            | ۲۰             | ۳۰           | ۴                   | ۳                   |
| رستم کهریزی    | بخش خداافرین شهرستان کلیبر | اوارسین         | ۵۰۰            | ۷              | ۱۲           | ۳                   | ۴                   |
| شاملو          | بخش مرکزی شهرستان کلیبر    | شاملو           | ۲۵۰            | ۱۲             | ۱۰           | ۰٫۵                 | ۰                   |
| قوری کهریزی    | بخش خداافرین شهرستان کلیبر | اوراسین         | ۶۰۰            | ۱۰             | ۱۵           | ۶                   | ۵۰                  |
| ملالو          | بخش مرکزی شهرستان کلیبر    | ملالو           | ۱۰۰            | ۶              | ۶            | ۱                   | ۲                   |
| هوچ سفلی       | بخش خداافرین شهرستان کلیبر | هوچ سفلی        | ۱۰۰            | ۳              | ۴            | ۰٫۵                 | ۴                   |
| ونیق           | بخش خداافرین شهرستان کلیبر | ونیق            | ۷۰             | ۴              | ۶            | ۲                   | ۵                   |
| پیراحمدلو      | بخش مرکزی شهرستان کلیبر    | پیراحمدلو       | ۱۰۰۰           | ۲۰             | ۴            | ۰٫۵                 | ۵                   |
| کاغلوگوزلو     | بخش مرکزی شهرستان کلیبر    | کاغلوگوزلو      | ۱۰۰            | ۸              | ۵            | ۴                   | ۲۵                  |
| کلانتربالا     | بخش مرکزی شهرستان کلیبر    | کلانتر          | ۲۰۰            | ۲۰             | ۸            | ۵                   | ۱۰                  |
| کندکهریزی      | بخش خداافرین شهرستان کلیبر | گاوآهن          | ۶۰۰            | ۱۶             | ۲۰           | ۳                   | ۱۰                  |
| گاوآهن         | بخش خداافرین شهرستان کلیبر | گاوآهن          | ۲۵۰            | ۱۰             | ۱۰           | ۲                   | ۱۵                  |
| یوزبند         | بخش مرکزی شهرستان کلیبر    | یوزبند          | ۱۲۰۰           | ۱۰             | ۵۰           | ۴                   | ۲۰                  |